# Sid Vicious
Sid Vicious (10 de maig 1957 Londres - 2 de febrer 1979 Nova York), de nom real John Simon Ritchie-Beverely, va ser un músic anglès considerat una de les figures més importants de la primera onada del punk de la dècada del 1970. Va ser baixista i vocalista dels Sex Pistols des del febrer del 1977 fins a mitjans del 1978, i també se li acredita la creació del pogo.
Abans d'unir-se als Sex Pistols, va ser membre d'una altra banda dins del punk, The Flowers of Romance, on cantava i tocava diversos instruments. Amb els Sex Pistols va gravar un àlbum el 1977, Never Mind the Bollocks, Here's the Sex Pistols. Al gener del 1978, després de la sortida del cantant Johnny Rotten, la banda es va dissoldre. Durant els següents mesos, Vicious va gravar una sèrie de cançons per la pel·lícula sobre la versió de Malcom McLaren (mànager dels Sex Pistols) de la història de la banda, The Great Rock 'n' Roll Swindle (1980).
Durant la seva breu però caòtica estada amb els Sex Pistols, va conèixer a la que es convertiria en la seva parella i mànager, Nancy Spungen. Tots dos van entrar en una destructiva relació codependent basada en el consum de drogues, que va culminar amb la mort de Spungen el 12 d'octubre de 1978, a l'habitació número 100 de l'Hotel Chelsea, on s'allotjaven. Vicious va ser detingut i acusat d'assassinat en segon grau, tot i que va ser posat en llibertat provisional. De totes maneres, va ser condemnat per assalt després d'atracar a Todd Smith durant un concert, i es va sotmetre a un programa de rehabilitació a la presó de Rikers Island.
Per celebrar la sortida de Vicious de la presó, la seva mare va organitzar-li una festa. Al finalitzar, se li va subministrar heroïna, i d'aquesta manera Vicious va morir d'una sobredosi mentre dormia.

## Biografia

### Primers anys
Simon John Ritchie va néixer al barri londinec de Lewisham el 10 de maig de 1957. La seva mare, Anne McDonald, va abandonar l'escola per unir-se a la Reial Força Aèria Britànica, on al cap d'un temps va conèixer al pare d'en Vicious, John Ritchie, un guàrdia del Palau de Buckingham que també tocava el trombó de manera amateur a clubs de jazz. Al cap d'un temps del seu naixement, el seu pare els va abandonar i McDonald va decidir traslladar-se a Eivissa, on es va casar de nou, aquesta vegada amb Christopher Beverley, el 1965. La família va tornar a Anglaterra, a Kent, i Vicious va començar a utilitzar el cognom del seu padrastre, fent-se conèixer amb el nom de «John Beverley». El seu padrastre va morir de càncer sis mesos després de casar-se amb Anne. El 1968 Vicious i la seva mare es van mudar a un pis de lloguer a Tunbridge Wells i va començar a assistir a l'escola Sandown Court. Tres anys després, es van mudar al barri de Hackney, situat a l'est de Londres. Durant aquest temps, va assistir al Hackney Technical College, institució on va conèixer a John Lydon, qui més tard va descriure Vicious com «un fan de David Bowie».
Als disset anys, visitava amb freqüència l'aleshores poc coneguda botiga de roba «SEX» de Malcom McLaren i Vivienne Westwood, que més endavant es convertirien en un focus de l'escena punk rock, on s'ajuntaven futurs participants de l'escena. El nom artístic «Sid Vicious» va ser inventat per John Lydon, quan el seu hàmster, de nom Sid, va mossegar a Ritchie, que va exclamar: «Sid is really vicious!» (En Sid es realment cruel!). Des d'aleshores, vivia amb Lydon, John Wardle (conegut com a Jan Wobble) i John Gray. Al grup se'l coneixia com «The Four Johns».

## Discografia

### Sid Vicious
- My Way/Something Else/C’mon Everybody (1979, 12”, Barclay, Barclay 740 509)
- Sid Sings (1979, LP, Virgin, V2144)
- Live (1980, LP, Creative Industry Inc., JSR 21)
- Vicious Burger (1980, LP, UD-6535, VD 6336)
- Love Kills N.Y.C. (1985, LP, Konexion, KOMA 788020)
- The Sid Vicious Experience – Jack Boots and Dirty Looks (1986, LP, Antler 37)
- The Idols With Sid Vicious (1993, CD, Last Call Records, LC22289)
- Never Mind the Reunion Here’s Sid Vicious (1997, CD)
- Sid Dead Live (1997, CD, Anagram, PUNK 86)
- Sid Vicious Sings (1997, CD)
- Vicious & Friends (1998, CD, Dressed To Kill Records, Dress 602)
- Better (to provoke a reaction than to react to a provocation) (1999, CD, Almafame, YEAAH6)
- Probably His Last Ever Interview (2000, CD, OZIT, OZITCD62)
- Better (2001, CD)
- Vive Le Rock (2003, 2CD)
- Too Fast To Live... (2004, CD)
- Naked & Ashamed (7”, Wonderful Records, WO-73)
- Sid Live At Max’s Kansas City (LP, JSR 21)
- Sid Vicious (LP, Innocent Records, JSR 21)
- Sid Vicious McDonald Bros. Box (3CD, Sound Solutions, 003)

### Sid and Nancy
- Love Kills (1986, LP, MCA, MCG 6011)

### Sid Vicious & Friends
- (Don't You Gimme) No Lip/(I’m Not Your) Steppin' Stone (1989, 7”, SCRATCH 7)
- Sid Vicious & Friends (1998, CD, Cleopatra, #251, ASIN: B0000061AS)

### Sid Vicious/Eddie Cochran
- Sid Vicious v’s Eddie Cochran – The Battle Of The Rockers (LP, Jock, LP 6)

### Sid Vicious/Elvis Presley
- Cult Heroes (1993, CD)

### Vicious White Kids
- The Vicious White Kids (1987, LP, Ritchie 1)
- Vicious White Kids (2001, CD, Sanctuary, CMRCD372)

## Filmografia
1. Sex Pistols Number One (1976, dir. Derek Jarman)
2. Will Your Son Turn into Sid Vicious? (1978)
3. Mr. Mike's Mondo Video (1979, dir. Michael O'Donoghue)
4. The Punk Rock Movie (1979, dir. Don Letts)
5. The Great Rock'n'Roll Swindle (1980, dir. Julian Temple, VHS/DVD)
6. DOA (1981, dir. Lech Kowalski)
7. Buried Alive (1991, Sex Pistols)
8. Decade (1991, Sex Pistols)
9. Bollocks to Every (1995, Sex Pistols)
10. Filth to Fury (1995, Sex Pistols)
11. Classic Chaotic (1996, Sex Pistols)
12. Kill the Hippies (1996, Sex Pistols, VHS)
13. The Filth and The Fury (2000, dir. Julien Temple, VHS/NTSC/DVD)
14. Live at the Longhorn (2001, Sex Pistols)
15. Live at Winterland (2001, Sex Pistols, DVD)
16. Never Mind the Bollocks Here's the Sex Pistols (2002, Sex Pistols, VHS/DVD)
17. Punk Rockers (2003, Sex Pistols, DVD)
18. Blood on the Turntable: The Sex Pistols (2004, dir. Steve Crabtree)
19. Music Box Biographical Collection (2005, Sex Pistols, DVD)
20. Punk Icons (2006, Sex Pistols, DVD)
21. Chaos! Ex Pistols Secret History: The Dave Goodman Story (2007, Sex Pistols, DVD)
22. Pirates of Destiny (2007, dir. Tõnu Trubetsky, DVD)
23. Rock Case Studies (2007, Sex Pistols, DVD)
24. In Search of Sid (2009, BBC Radio 4, Jah Wobble)[1]